# 普陀鹅耳枥
普陀鹅耳枥（学名：Carpinus putoensis）为桦木科鹅耳枥属的植物，是中国的特有植物。仅见于浙江的舟山群岛。目前全世界野生的普陀鹅耳枥仅普陀山上一株，有“地球独子”之称，属中国国家一级保护濒危种。普陀鹅耳枥由植物学家钟观光于1930年在浙江普陀山海拔240米处发现，并于1932年由林学家郑万钧鉴定并定名。
普陀鹅耳枥雌雄同株，但是雌花（浅红色）与雄花（淡黄色）不是同时成熟（雄花于4月上旬先叶开放，雌花与新叶同时开放），所以授粉率极低。同时，普陀鹅耳枥在开花结实期间常常受大风侵袭，而种子在即将成熟时，又受台风影响，以致更新能力极弱。